# N'ju-Jork
N'ju-Jork, talvolta scritto come New-York, (in ucraino Нью-Йорк?) è un insediamento di tipo urbano ucraino facente parte della comunità territoriale (hramada) della città di Torec'k, nel distretto di Bachmut. Situato a circa 38 km a nord-nord-est dal centro di Donec'k, capoluogo dell'oblast' a cui appartiene, N'ju Jork ha avuto il nome di Novhorods'ke (in ucraino Но́вгородське?; in russo Новгородское?, Novgorodskoe) dal 1951, quando gli fu imposto dall'Unione Sovietica, al 1º luglio 2021, quando il parlamento ucraino ne ha ripristinato il nome originario.

## Storia
L'insediamento originario apparve per la prima volta sulle mappe nel 1846 e fu poi incorporato nel Governatorato di Ekaterinoslav, una gubernija dell'Impero russo. Secondo i dati ufficiali, nel 1859 il villaggio era composto da 13 famiglie, 45 residenti maschi, 40 residenti femmine e una fabbrica ed era formalmente chiamato Oleksandrivske.
Nel 1889, alcuni mennoniti di lingua tedesca provenienti dalla colonia di Chortitza acquistarono i terreni dell'insediamento e nel 1892, unendoli a quelli di altri sei, fondarono la colonia di N'ju-Jork. L'origine del nome non è del tutto sicura, è noto infatti che la moglie di uno dei fondatori fosse statunitense, e potrebbe quindi essere stato in suo onore che i fondatori optarono per l'attuale nome, tuttavia, secondo altre ricerche, il nome della città deriverebbe da quello di Jork, comune della Bassa Sassonia di cui sarebbero stati originari i primi abitanti.
A partire dal 1894 la piccola cittadina ha ospitato una fabbrica di macchine agricole, a cui ne fu affiancata una seconda pochi anni dopo dall'ingegnere tedesco Y. G. Niebuhr. I due stabilimenti furono poi nazionalizzati dopo la rivoluzione del 1917 e convertiti, nel primo dopoguerra, alla produzione di macchinari per l'industria petrolifera e, nel secondo dopoguerra, a quella di macchinari per l'industria del carbone. Diventate parte della "Novgorod Machine-Building Plant", società pubblica gestita dal ministero dell'industria carboniera dell'Ucraina, a partire dal 2 novembre 1994, le fabbriche sono poi entrate in crisi all'inizio degli anni 2000 e, nel 2006, è stata intrapresa la liquidazione della società.
All'inizio del XX secolo, i mennoniti tedeschi iniziarono a essere sfrattati con la forza dalle colonie che avevano fondato. La prima ondata di espulsioni si verificò dopo la rivoluzione del 1905, quando il governo decise di epurare i lavoratori responsabili dell'organizzazione di scioperi sindacali in tutto il paese. La seconda ondata avvenne dopo la vittoria bolscevica nella rivoluzione del 1917: i coloni furono espulsi come "rappresentanti della classe borghese". L'ultima ondata ebbe luogo durante la seconda guerra mondiale, quando Iosif Stalin ordinò l'espulsione di tutti i mennoniti tedeschi, accusandoli di collaborare con il regime nazista, e proibì loro di tornare per 25 anni. L'espulsione fu condotta nell'arco di diversi giorni nell'inverno del 1941: le famiglie furono caricate su un treno merci alla stazione di Fenol'na e deportate in Kazakistan.
Il 19 ottobre 1951, in piena Guerra Fredda, per decreto del Presidium del Soviet Supremo della Repubblica Socialista Sovietica Ucraina, la cittadina fu ribattezzata Novhorods'ke per ovviare al carattere "troppo statunitense" del suo nome precedente.
Con lo scoppio, nell'aprile 2014, della guerra del Donbass, N'ju-Jork si è trovata molto vicino alla linea del fronte tra l'esercito ucraino e quello dell'autoproclamata Repubblica Popolare di Doneck; ciò ha provocato, oltre alla morte e al ferimento di diversi civili e militari del posto, anche il collasso del valore immobiliare di infrastrutture e terreni cittadini. Sempre come conseguenza della guerra, la città ha 
subito uno spopolamento e molte aziende hanno chiuso la propria sede locale.
Il 3 febbraio 2021, l'amministrazione dell'oblast' di Donec'k ha richiesto ufficialmente che il nome della città fosse ripristinato in "N'ju-Jork" e, il 1º luglio 2021, dopo l'approvazione da parte del parlamento nazionale, la cittadina è quindi tornata al suo nome originario.
Il 7 novembre 2021, nel giorno della partenza della cinquantesima edizione della maratona di New York, nell'omonima cittadina ucraina è stata organizzata una gara denominata "La maratona che nessuno vuole correre" (in ucraino Марафон, який ніхто не хоче бігти?, Marafon, jakyj nichto ne choče bihty). Lo scopo dell'evento, a cui tutti potevano partecipare correndo simbolicamente nella propria città, era di richiamare l'attenzione della comunità internazionale sull'aggressione russa nell'Ucraina orientale. Nei primi quattro giorni sono state presentate più di 24 000 domande di partecipazione, provenienti non solo dall'Ucraina ma anche da Germania, Perù, Nuova Zelanda e altri paesi ancora, e in dieci giorni il numero dei partecipanti è salito a 35 500, superando il numero di corridori registrati nella maratona statunitense.
Dopo l'invasione russa dell'Ucraina iniziata il 24 febbraio 2022, la vivibilità della città è ulteriormente peggiorata e lo spopolamento è accelerato. Pur non essendo stato conquistata dai militari russi, N'ju-Jork è stata comunque sede di diversi scontri nei vari tentativi dell'esercito russo di raggiungere e prendere Bachmut.
La città è stata parzialmente occupata dall'esercito russo nel mese di agosto 2024. Le forze ucraine tuttavia hanno contrattaccato con lo scopo di esfiltrare i soldati ucraini rimasti accerchiati all'interno della zona industriale. Una volta completata l'operazione di esfiltrazione, le forze ucraine si sono ritirate consentendo alle forze russe di conquistare completamente la città.

## Società

### Evoluzione demografica
Stando al censimento ucraino effettuato nel 2001, la popolazione di N'ju-Jork, basandosi sulla lingua madre, era così divisa:
- Ucraini: 33,95%
- Russi: 65,74%
- Bielorussi: 0,12%
- Armeni: 0,03%
- Tedeschi e polacchi: 0,02%
- Rumeni: 0,01%